# 摄动理论
摄动理论使用一些特別的数学方法來對於很多不具精确解的问题給出近似解，这些方法从相关的較簡單问题的精确解开始入手。摄动理论將原本問題分為具有精確解的較簡單部分與不具精確解的微扰部分。摄动理论适用的问题通常具有以下性質：通过加入一个微扰项於較簡單部分的數學表述，可以計算出整個問題的近似解。
摄动理论计算出来的解答通常会表达为一个微小参数的冪級數。摄动理论解答与精确解之间的差别，可以用这微小参数来做数量比较。冪級數的第一个项目是精确解的解答。后面的项目描述解答的修正。这修正是因为精确解与原本问题的「完全解」之间的误差而产生的。更正式地，完全解{\displaystyle A\,\!}的近似可以表達为一个級數：
{\displaystyle A=\epsilon ^{0}A_{0}+\epsilon ^{1}A_{1}+\epsilon ^{2}A_{2}+\cdots \,\!}；
在這例子裏，{\displaystyle A_{0}\,\!}是簡單又有「精確解」的問題的精確解，{\displaystyle A_{1},\,A_{2},\,\!}代表由某种系统程序反覆地找到的高阶项目修正。因为{\displaystyle \epsilon \,\!}的值很微小，这些高阶项目修正应该会越来越不重要。

## 微扰阶数
摄动理论的标准阐述主要是以微扰的阶数来分辨：一阶摄动理论或二阶摄动理论。再来就是以微扰的简并度来分辨：无简并或有简并。有简并的摄动，又称为奇异摄动（singular perturbation），比较难解，必须用到更进阶的理论。

## 一阶无简并摄动理论
本段落讲述微分方程的一阶微扰理论。为了简单易解，假设零微扰系统的解答是不简并的。

### 一阶本征值修正
许多常微分方程或偏微分方程可以表达为
{\displaystyle Dg(x)=\lambda g(x)\,\!}；(1)
其中，{\displaystyle D\,\!}是某特定微分算子，{\displaystyle \lambda \,\!}是其本征值。
假设微分算子可以写为
{\displaystyle D=D^{(0)}+\epsilon D^{(1)}\,\!}；
其中，{\displaystyle \epsilon \,\!}是微小的度量。
又假设我们已知道{\displaystyle D^{(0)}\,\!}的解答的完备集{\displaystyle \{f_{i}^{(0)}(x)\}\,\!}；其中，解答{\displaystyle f_{i}^{(0)}(x)\,\!}是{\displaystyle D^{(0)}\,\!}的本征值为{\displaystyle \lambda _{i}^{(0)}\,\!}的本征函数。用方程表达，
{\displaystyle D^{(0)}f_{i}^{(0)}(x)=\lambda _{i}^{(0)}f_{i}^{(0)}(x)\,\!}。
还有，这一集合的解答{\displaystyle \{f_{i}^{(0)}(x)\}\,\!}形成一个正交归一集：
{\displaystyle \int f_{i}^{(0)}(x)f_{j}^{(0)}(x)\,dx=\delta _{ij}\,\!}；
其中，{\displaystyle \delta _{ij}\,\!}是克羅內克函數。
取至零阶，完全解{\displaystyle g(x)\,\!}应该相当接近集合里一个零微扰解。设定这零微扰解为{\displaystyle f_{n}^{(0)}(x)\,\!}。用方程表达，
{\displaystyle g(x)=f_{n}^{(0)}(x)+{\mathcal {O}}(\epsilon )\,\!}；
其中，{\displaystyle {\mathcal {O}}\,\!}采用大O符號来描述函数的渐近行为。
完全解的本征值也可近似为
{\displaystyle \lambda =\lambda _{n}^{(0)}+{\mathcal {O}}(\epsilon )\,\!}。
将完全解{\displaystyle g(x)\,\!}写为零微扰解的线性组合，
{\displaystyle g(x)=\sum _{m}c_{m}f_{m}^{(0)}(x)\,\!}；(2)
其中，除了{\displaystyle c_{n}\,\!}以外，所有的常数{\displaystyle c_{m},\ m\neq n\,\!}的值是{\displaystyle {\mathcal {O}}(\epsilon )\,\!}；只有{\displaystyle c_{n}\,\!}的值是{\displaystyle {\mathcal {O}}(1)\,\!}。
将公式 (2)代入公式 (1)，乘以{\displaystyle f_{n}^{(0)}(x)\,\!}，利用正交归一性，可以得到
{\displaystyle \lambda _{n}^{(0)}c_{n}+\epsilon \sum _{m}c_{m}\int f_{n}^{(0)}(x)D^{(1)}f_{m}^{(0)}(x)\,dx=\lambda c_{n}\,\!}。
这可以很容易地改变为一个简单的线性代数问题，一个寻找矩阵的本征值的问题：给予
{\displaystyle \sum _{m}A_{nm}c_{m}=\lambda c_{n}\!\,\!}，求{\displaystyle \lambda \,\!}；其中，{\displaystyle A_{nm}\,\!}是矩阵元素：
{\displaystyle A_{nm}=\lambda _{n}^{(0)}\delta _{nm}+\epsilon \int f_{n}^{(0)}(x)D^{(1)}f_{m}^{(0)}(x)\,dx\,\!}。
我们并不需要解析整个矩阵。注意到线性方程裡的每一个{\displaystyle c_{m}\,\!}都是{\displaystyle {\mathcal {O}}(\epsilon )\,\!}；只有{\displaystyle c_{n}\,\!}的值是{\displaystyle {\mathcal {O}}(1)\,\!}。所以，取至{\displaystyle \epsilon \,\!}一阶，线性方程可以很容易地解析为
{\displaystyle \lambda =\lambda _{n}^{(0)}+\epsilon \int f_{n}^{(0)}(x)D^{(1)}f_{n}^{(0)}(x)\,dx\,\!}。(3)
这就是一阶摄动理论的本征值解答。一阶本征值数修正是
{\displaystyle \lambda _{n}^{(1)}=\int f_{n}^{(0)}(x)D^{(1)}f_{n}^{(0)}(x)\,dx\,\!}。

### 一阶本征函数修正
取至一阶，函数{\displaystyle g(x)\,\!}可以用类似的推理求得。设定
{\displaystyle g(x)=f_{n}^{(0)}(x)+\epsilon f_{n}^{(1)}(x)\,\!}。(4)
那麼，公式 (1)变为
{\displaystyle \left(D^{(0)}+\epsilon D^{(1)}\right)\left(f_{n}^{(0)}(x)+\epsilon f_{n}^{(1)}(x)\right)=(\lambda _{n}^{(0)}+\epsilon \lambda _{n}^{(1)})\left(f_{n}^{(0)}(x)+\epsilon f_{n}^{(1)}(x)\right)\,\!}。
取至一阶，展开这方程。经过一番运算，可以得到
{\displaystyle D^{(1)}f_{n}^{(0)}(x)+D^{(0)}f_{n}^{(1)}(x)=\lambda _{n}^{(0)}f_{n}^{(1)}(x)+\lambda _{n}^{(1)}f_{n}^{(0)}(x)\,\!}。(5)
由于{\displaystyle \{f_{i}^{(0)}(x)\}\,\!}是一个完备集，{\displaystyle f_{n}^{(1)}(x)\,\!}可以写为
{\displaystyle f_{n}^{(1)}(x)=\sum _{i\neq n}C_{i}f_{i}^{(0)}(x)\,\!}。(6)
请注意，这方程右手边的总和表达式，并不含有{\displaystyle f_{n}^{(0)}(x)\,\!}项目。任何{\displaystyle f_{n}^{(0)}(x)\,\!}的贡献，可以与公式 (4)的零階項目相合并。
将公式 (6)代入公式 (5)，可以得到
{\displaystyle (D^{(1)}-\lambda _{n}^{(1)})f_{n}^{(0)}(x)=\lambda _{n}^{(0)}\sum _{i\neq n}C_{i}f_{i}^{(0)}(x)-D^{(0)}\sum _{i\neq n}C_{i}f_{i}^{(0)}(x)=\sum _{i\neq n}(\lambda _{n}^{(0)}-\lambda _{i}^{(0)})C_{i}f_{i}^{(0)}(x)\,\!}。
将这方乘式两边都乘以{\displaystyle f_{j}^{(0)}(x)\,\!}，再随著{\displaystyle x\,\!}积分，利用正交归一性，可以得到
{\displaystyle \int \,f_{j}^{(0)}(x)D^{(1)}f_{n}^{(0)}(x)\,dx=\sum _{i\neq n}(\lambda _{n}^{(0)}-\lambda _{i}^{(0)})C_{i}\int \,f_{j}^{(0)}(x)f_{i}^{(0)}(x)=(\lambda _{n}^{(0)}-\lambda _{j}^{(0)})C_{j}\,\!}。
稍加编排，改变下标{\displaystyle j\,\!}为{\displaystyle m\,\!}。那麼，一阶本征函数修正{\displaystyle f_{n}^{(1)}(x)\,\!}可以写为
{\displaystyle f_{n}^{(1)}(x)=\sum _{m\neq n}{\frac {f_{m}^{(0)}(x)}{\lambda _{n}^{(0)}-\lambda _{m}^{(0)}}}\int \,f_{m}^{(0)}(y)D^{(1)}f_{n}^{(0)}(y)\,dy\,\!}。

## 参阅
- 多體微擾理論